# 松坪沟乡
松坪沟乡，是中华人民共和国四川省阿坝藏族羌族自治州茂县曾经下辖的一个乡。2019年12月，撤销松坪沟乡，将其所属行政区域划归叠溪镇管辖。

## 行政区划
松坪沟乡撤销前下辖以下地区：
二八溪村、火鸡寨村、岩窝寨村和白蜡寨村。